# Sunny Day Real Estate
Sunny Day Real Estate (или SDRE) — американская музыкальная группа из Сиэтла, штат Вашингтон. Благодаря творчеству группы, эмо вышло за рамки андеграунда, в котором оно находилось с середины 1980-х годов, и достигло успеха в мейнстриме. Дебютный альбом SDRE «Diary» можно считать первым «настоящим» эмо-альбомом 1990-х годов.

## Ранние годы
Группа образовалась в 1992 году под первоначальным названием «Empty Set» и включала в себя Дэна Хэрнера (гитара, вокал), Нэйта Мэндела (бас) и Уильяма Голдсмита (барабаны). В 1993 году выпустила 7-дюймовый сингл «Flatland Spider». К группе присоединился Джереми Иник, школьный товарищ Голдсмита, и стал её фронтменом. Название сменилось на Sunny Day Real Estate, и в том же 1993 году был выпущен второй сингл «Thief, Steal Me A Peach», где поёт уже не Хэрнер, а Иник.
В январе 2022 года группа объявила о своем четвертом воссоединении, когда Крис Джордан заменил Менделя на бас-гитаре. Группа отправилась в тур с The Appleseed Cast в сентябре 2022 года.

## АльбомыDiary,LP2и первый распад группы
В мае 1994 году был выпущен дебютный альбом группы Diary на независимом лейбле Sub Pop, известным своим сотрудничеством с сиэтлскими гранж-группами (он, в частности, открыл группу Nirvana). Diary получил множество позитивных откликов у критиков и слушателей. По сути, он представляет собой сплав эмокора 80-х годов с его эмоциональным вокалом и инди-рока с его мелодичностью и ритмичностью. Группа создавала вокруг себя атмосферу таинственности: во время тура в поддержку альбома, SDRE позволили только один раз себя «официально» сфотографировать и дали одно-единственное интервью. Также, не объясняя причин, группа отказалась выступать на одном концерте в Калифорнии.
В начале 1995 года SDRE неожиданно заявили о своем распаде. Голдсмит и Мэндел присоединились к Foo Fighters проекту бывшего барабанщика «Нирваны» Дэйва Грола. В ноябре 1995 был выпущен второй альбом — Sunny Day Real Estate. Его также называют LP2 и Pink Album, то есть «Розовый альбом»: конверт альбома полностью розовый, без всяких рисунков, надписей и фотографий.
После распада группы Иник занялся сольным творчеством: в 1996 году он записал альбом Return of the Frog Queen.

## Воссоединение
В 1997 году Sub Pop стал давить на Иника и Хэрнера, упрашивая их издать диск с редкими записями SDRE — первые два сингла и неизданные песни, включая песню из саундтрека к фильму «Ворон 2: Город Ангелов». Группа решила воссоединиться снова, чтобы записать полноценный альбом, который и вышел в сентябре 1998 года под названием «How It Feels To Be Something On». Однако в состав группы не вошёл Нэйт Мэндел: он был занят участием в «Foo Fighters». Во время тура в поддержку альбома Sub Pop записал живые выступления группы и издал их как концертный релиз «Live» в 1999 году. Однако SDRE были этим недовольны — им не понравилось, как альбом был смикширован и оформлен. Поэтому они покинули лейбл и подписали контракт с другим — Time Bomb Recordings. С помощью звукорежиссера группы Hüsker Dü Лу Джордано они записали свой последний альбом «The Rising Tide», который был выпущен в июне 2000 года.

## Второй распад
В 2000 году SDRE поехали в свой первый европейский тур, однако лейбл Time Bomb Recordings в самом начале тура заявил, что попросту не сможет оплатить расходы на него (лейбл находился на грани банкротства после того, как выпущенный им альбом канадского музыканта Питера Сирси «Could You Please And Thank You», оказался провальным). Группа прекратила тур, вернулась в Америку и в 2001 заявила о своем распаде — на этот раз окончательном.

## После распада
Дэн Хэрнер стал работать с Крисом Карраббой из группы «Dashboard Confessional». Его гитару можно услышать на мини-альбоме этой группы «So Impossible» (2001). Также он написал книгу «Хроники маленькой обезьянки».
Нэйт Мэндел продолжает играть на басу в «Foo Fighters». В 2002 году он, Иник и Голдсмит организовали группу «The Fire Theft», которая выпустила дебютный одноимённый альбом в сентябре 2003 года.
Джереми Иник, через 10 лет после своего первого сольного альбома, в 2006 издал второй — «World Waits».
В январе 2022 года Голдсмит создал новую страницу Sunny Day Real Estate в Instagram, что привело к предположениям о неизбежности четвертого воссоединения группы. [23] Это было подтверждено Spin 24 января 2022 г., причастность Enigk, Hoerner и Goldsmith подтвердилась. [24] О турне по Северной Америке с The Appleseed Cast было объявлено в мае 2022 года. [25] 10 сентября Sunny Day Real Estate отыграли свой первый концерт этого воссоединения в The Big Dipper (место, которым владеет Хорнер). в Спокане . [26]

## Участники
- Джереми Иник (Jeremy Enigk) — гитара, вокал
- Дэн Хэрнер (Dan Hoerner) — гитара, вокал
- Нэйт Мэндел (Nate Mendel) — бас-гитара
- Уильям Голдсмит (William Goldsmith) — барабаны

## Дискография

### Альбомы
| Дата релиза     | Название                                         | Лейбл                |
| 10 мая 1994     | Diary                                            | Sub Pop              |
| 7 ноября 1995   | Sunny Day Real Estate (он же LP2 или Pink Album) | Sub Pop              |
| 8 сентября 1998 | How It Feels To Be Something On                  | Sub Pop              |
| 19 октября 1999 | Live                                             | Sub Pop              |
| 20 июня 2000    | The Rising Tide                                  | Time Bomb Recordings |

### Синглы
- Flatland Spider (1993)
- Thief, Steal Me A Peach (1993)
- Friday (1994)
- How It Feels To Be Something On / Bucket Of Chicken (1998)
- Novum Vetus (2024)